# Versos dorados de Pitágoras

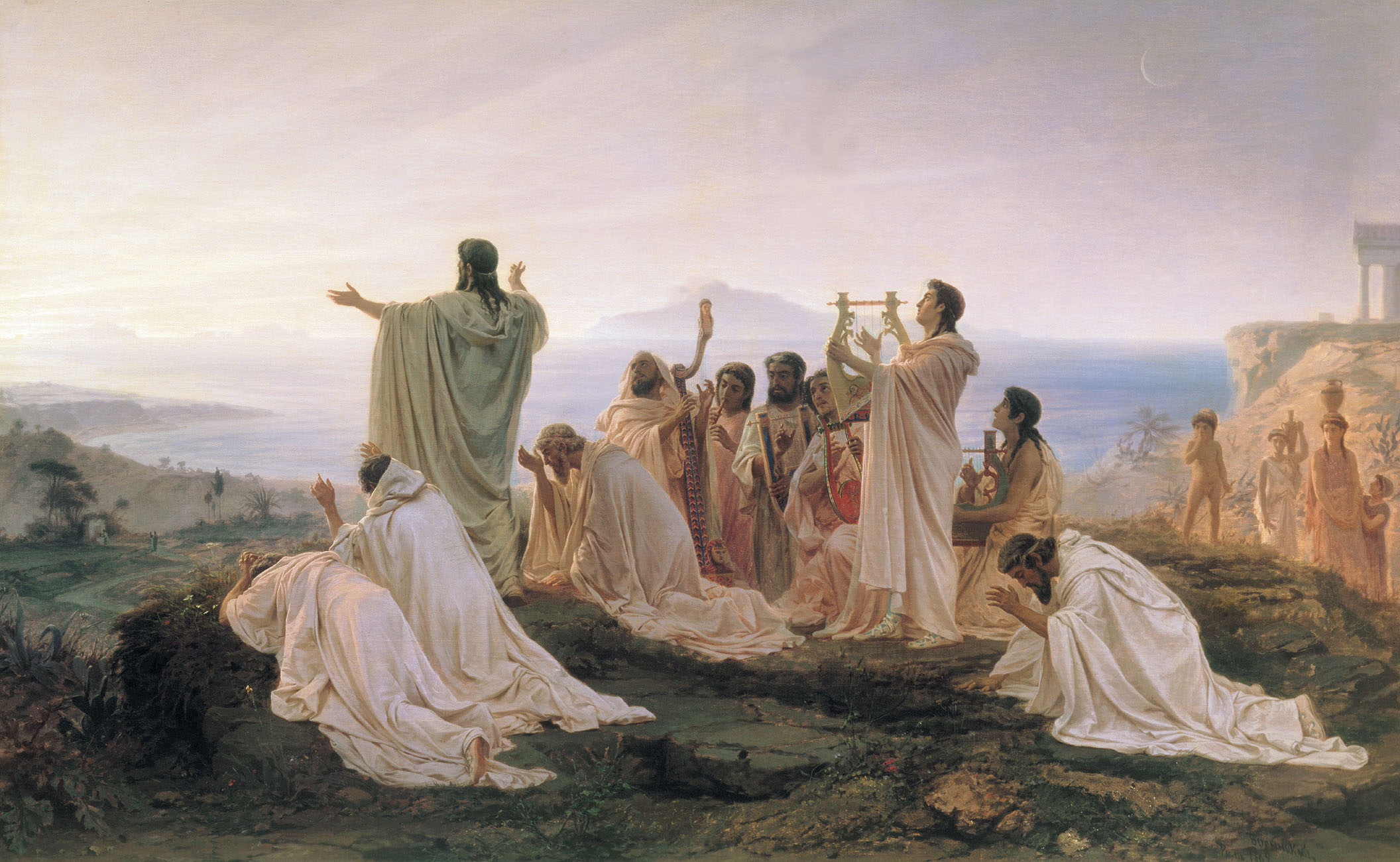
Himno pitagórico al Sol del amanecer.

Los Versos dorados de Pitágoras, también conocidos como Versos áureos o Versos de oro, son una colección de exhortaciones morales. Comprenden 71 líneas escritas en hexámetro dactílico y son tradicionalmente atribuidos a Pitágoras. Los versos representan una síntesis de las enseñanzas dadas por este sabio aunque nunca se ha podido verificar su autoría. Debido a las diferentes influencias que se pueden percibir en algunos versos de la obra, actualmente se suele considerar que estos versos probablemente no fueron obra de una única persona sino de varios autores diferentes.
Los orígenes exactos de los versos dorados son desconocidos y existen opiniones diversas respecto a su datación. Parece que los versos podrían haber sido escritos como muy pronto en el siglo III a. C. pero su existencia, tal y como los conocemos, no está confirmada antes del siglo V d. C.
Los neoplatónicos utilizaron los versos como parte del programa preparatorio de instrucción moral y existe un cierto número de comentarios neoplatónicos a los mismos.

## Los cuatro primeros
Hay un paralelismo entre los cuatro primeros «versos de oro» con los primeros mandamientos según la visión judeocristiana.
- Honra a los dioses inmortales del modo establecido por ley. (amarás a Dios sobre todas las cosas, versión judeocristiana).[7]
- Venera el juramento y también a los nobles héroes. ( No tomarás el nombre de Dios en vano, ver. jud-cris)[6]
- Y lo mismo a los genios subterráneos, de acuerdo con los ritos tradicionales. (Santificarás las fiestas. ver. jud-cris)[6]
- Honra a tu padre y a tu madre, así como a tus parientes. (Honrarás a tu padre y a tu madre ver. jud-cris)[6]